# Ratzinger
Ratzinger ist ein deutscher Familienname.

## Herkunft und Bedeutung
Der Name ist von dem bayerischen Ortsnamen Ratzing hergeleitet oder ein Patronym zum Vornamen „Razo“ oder „Ratzo“.

## Namensträger
- Georg Ratzinger (Politiker) (1844–1899), deutscher römisch-katholischer Priester, Publizist und Politiker
- Georg Ratzinger (Kirchenmusiker) (1924–2020), deutscher römisch-katholischer Priester und Kirchenmusiker
- Joseph Ratzinger (1927–2022), von 2005 bis 2013 als Papst Benedikt XVI. Oberhaupt der römisch-katholischen Kirche
- Moritz Ratzinger (1849–1930), bayerischer Generalleutnant, Kommandant der Festung Ingolstadt
- Rudolf Ratzinger (* 1966), deutscher Musiker, siehe Wumpscut
- Nicole V. S. Ratzinger-Sakel (* 1981), deutsche Wirtschaftswissenschaftlerin und Hochschullehrerin